# Elizabeth J. Feinler
Elizabeth Jocelyn « Jake » Feinler,  née le 2 mars 1931 à Wheeling, en Virginie - Occidentale est une informaticienne américaine, pionnière de l'internet. Entre 1972 et 1989, elle est directrice du Network Information Center (NIC) au Stanford Research Institute (SRI International).

## Biographie
Elizabeth Feinler a un diplôme de premier cycle du West Liberty State College. Puis elle commence des études de biochimie à la Purdue University.  
Lors de son premier emploi au Chemical Abstracts Service à Columbus, Ohio, elle travaille comme assistante sur un important projet d'indexation des composés chimiques. Elle est intriguée par les défis de la création de ces grandes compilations de données et ne revint jamais à la biochimie. En 1960, elle vient en Californie et rejoint l'Institut de recherche de Stanford (maintenant SRI International).

### ARPANET et NIC
En 1972, Feinler dirige la section de recherche de la bibliothèque du SRI quand l'ingénieur Doug Engelbart l'a recrute pour rejoindre l'Augmentation Research Center (ARC), un centre de recherche parrainé par l'Agence pour les projets de recherche avancée de défense (DARPA). Sa première tâche fut d'écrire un guide des ressources pour la première démonstration de l'ARPANET à la Conférence internationale Communication Computer. En 1974, elle est la principale investigatrice pour créer le nouveau Network Information Center (NIC) de l'ARPANET. 
L'équipe de Feinler au NIC définit un format simple de fichier texte pour les noms d'hôte du réseau, et révise le format à plusieurs reprises au fur et à mesure que le réseau évolue. En 1982, Ken Harrenstien et Vic blanc, deux membres de son équipe au Network Information Center définissent l'un des protocoles d'internet, qui permet d'accéder à l'annuaire en ligne des personnes, appelée Whois.  Le Domain Name System est conçu pour gérer la croissance de l'internet en déléguant la gestion des noms de domaine à des serveurs de noms distribués. Son groupe, le NIC est devenu l'autorité générale de nommage de l'Internet, le développement et la gestion des registres des noms de domaines de haut niveau : .gov, .edu, .com, .mil, .org.  Ces noms des domaines de premier niveau, définis en fonction de catégories génériques tels que .com ont été proposés par l'équipe  du Network Information Center (NIC), puis approuvés par la communauté des développeurs Internet.

### NASA Ames Research Center
En 1989, Elizabeth Feinler quitte l'institut de recherche de Stanford. Elle vient travailler pour la NASA au Ames Research Center, elle œuvre pour la mise en réseau des télescopes et pour développer le NASA World Wide Web.  En 2012, Elizabeth Feinler est nommée au Internet Hall of Fame par l'Internet Society. 
En juillet 2013, elle reçoit le prix Jonathan B. Postel Service Award "pour ses contributions au développement précoce et l' administration de l'Internet à travers sa direction du Network Information Center (NIC) pour l'ARPANET".